# Craterocephalus randi
Craterocephalus randi is een straalvinnige vissensoort uit de familie van de koornaarvissen (Atherinidae). De wetenschappelijke naam van de soort is voor het eerst geldig gepubliceerd in 1934 door Nichols & Raven.